# كورت أيسنر
كورت أيسنر (بالألمانية: Curt Eisner)‏ هو عالم حشرات وعالم بقشريات الأجنحة ألماني، ولد في 28 أبريل 1890 في زابجه في بولندا، وتوفي في 30 ديسمبر 1981 في لاهاي في هولندا.